# Championnat du monde de badminton par équipes mixtes 2015
Navigation
Kuala Lumpur 2013 Gold Coast 2017
La Sudirman Cup 2015 est la 14e édition de cette compétition, appelée également Championnat du monde de badminton par équipes mixtes .
Elle se déroule du 10 au 17 mai 2015 à Dongguan en Chine. Le pays accueille l’événement pour la 4e fois.
La Chine remporte la compétition pour la 6e fois consécutive. Elle a remporté 10 fois le titre en 14 éditions. Pour la 1re fois, le Japon accède à la finale.

## Lieu de la compétition
Dongguan était la seule ville candidate pour organiser la compétition. C'est donc logiquement qu'elle a été désignée ville hôte le 28 novembre 2013 à Athènes, lors de la réunion du Conseil de la BWF. Lors de ce même Conseil, Jakarta et Helsingborg ont été désignées respectivement comme villes hôtes des Championnats du monde 2015 et des Championnats du monde vétérans 2015.

## Nations engagées

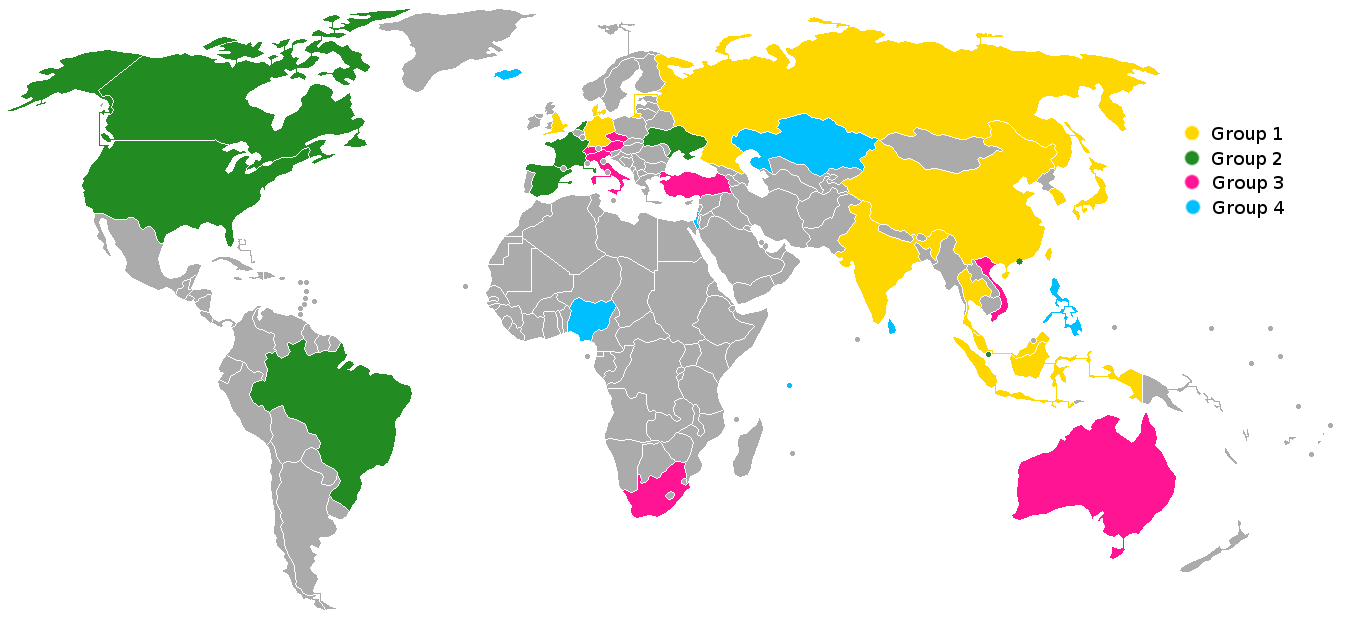
Nations participant à la Sudirman Cup 2015.

Il s'agit d'une épreuve sur invitation de la Fédération internationale de badminton.
Les inscriptions étaient ouvertes jusqu'au 15 février 2015. Finalement, 35 équipes participent à la compétition :
- 14 pays de la Confédération européenne de badminton
- 14 pays de la Confédération asiatique de badminton
- 3 pays de la Confédération panaméricaine de badminton
- 1 pays de la Confédération de badminton d'Océanie
- 3 pays de la Confédération africaine de badminton

## Tirage au sort, déroulement de la compétition
Le tirage au sort est effectué à partir des classements mondiaux arrêtés à la date du 5 mars 2015.
Pour classer les nations (article 3.4.3 du règlement de la Sudirman Cup) on additionne le total des points des joueurs les mieux classés de chaque nation dans chacune des 5 disciplines (simple hommes, simple dames, double hommes, double dames et double mixte).
Exemple de la Chine qui comptabilise 393 031 points détaillés comme suit :
- le joueur de simple hommes le mieux classé est Chen Long, 1er avec 84 111 points ;
- la joueuse de simple dames la mieux classée est Li Xuerui, 1re avec 84 244 points ;
- le double hommes le mieux classé est Chai Biao / Hong Wei, 7e avec 61 614 points ;
- le double dames le mieux classé est Tian Qing / Zhao Yunlei, 1er avec 86 182 points ;
- le double mixte le mieux classé est Zhang Nan / Zhao Yunlei, 1er avec 76 880 points.

Des groupes sont ensuite constitués, où des têtes de série sont désignées en fonction du classement établi précédemment.
- Groupe 1 : 12 équipes réparties en 4 sous-groupes de 3. Une phase préliminaire en poules permet de qualifier 2 équipes par sous-groupe pour les quarts de finale. À partir de là, les matches sont à élimination directe jusqu'à la finale. Seules les équipes du Groupe 1 jouent pour le titre.
- Groupe 2 : 8 équipes, réparties en 2 sous-groupes de 4. Une phase de poule permet d'établir un classement dans chaque sous-groupe. Ensuite, des matches ont lieu entre les 1er, 2e, 3e et 4e de chaque sous-groupe pour établir un classement.
- Groupe 3 : 8 équipes, selon le même format que le Groupe 2.
- Groupe 4 : 7 équipes, selon le même format que le Groupe 2 à ceci près que les 2 sous-groupes sont constitués de 3 et 4 équipes et les matches de classement ne concernent pas le 4e du sous-groupe 4B.

| Groupe 1 1. Chine - 393 031 points 2. Corée du Sud - 342 552 points 3. Danemark - 312 214 points 4. Japon - 269 431 points 5. Indonésie - 267 326 points 6. Taïpei chinois - 240 442 points 7. Thaïlande - 233 005 points 8. Inde - 215 937 points 9. Allemagne - 201 574 points 10. Malaisie - 182 554 points 11. Angleterre - 180 081 points 12. Russie - 172 201 points | Groupe 2 1. Singapour - 170 083 points 2. Hong Kong - 163 934 points 3. Pays-Bas - 157 729 points 4. États-Unis - 157 601 points 5. France - 147 609 points 6. Canada - 146 628 points 7. Brésil - 113 671 points 8. Espagne - 112 878 points | Groupe 3 1. Rép. tchèque - 97 872 points 2. Viêt Nam - 95 050 points 3. Turquie - 86 270 points 4. Australie - 64 976 points 5. Italie - 64 558 points 6. Afrique du Sud - 60 666 points 7. Autriche - 60 582 points 8. Suisse - 58 677 points | Groupe 4 1. Nigeria - 51 231 points 2. Israël - 39 117 points 3. Philippines - 30 370 points 4. Sri Lanka - 25 590 points 5. Seychelles - 14 211 points 6. Islande - 9 005 points 7. Kazakhstan - 1 400 points |

Tous les matches joués comptent pour le classement des joueurs.
Chaque rencontre se déroule en 5 matches : un simple hommes (SH), un simple dames (SD), un double hommes (DH), un double dames (DD) et un double mixte (MX). L'ordre des matches peut être modifié (il existe 6 possibilités) de façon qu'un joueur ne puisse pas jouer 2 matches consécutifs, pour optimiser le temps.
Lors des phases de poules, les 5 matches doivent être joués. Lors de la phase finale du Groupe 1 ou lors des matches de classement dans les autres groupes, la rencontre s'arrête dès qu'une équipe a remporté 3 matches.

## Échéancier
L'échéancier des rencontres est le suivant :
- Groupe 1
- Groupe 2
- Groupe 3
- Groupe 4

| Date                 | Heure UTC+08:00 | Terrain n°1                                             | Terrain n°2                                          | Terrain n°3                                             | Terrain n°4                                          | Terrain n°5                                             |
| -------------------- | --------------- | ------------------------------------------------------- | ---------------------------------------------------- | ------------------------------------------------------- | ---------------------------------------------------- | ------------------------------------------------------- |
| dimanche 10 mai 2015 | 13h00           | Gr. 1A Chine - Allemagne                                | Gr. 1B Japon - Russie                                | Gr. 2A Singapour - Espagne                              | Gr. 2A Pays-Bas - Canada                             | Gr. 4B Israël - Kazakhstan                              |
| dimanche 10 mai 2015 | 19h00           | Gr. 1D Corée du Sud - Malaisie                          | Gr. 1C Danemark - Angleterre                         | Gr. 2B Hong Kong - Brésil                               | Gr. 2B États-Unis - France                           | Gr. 4B Sri Lanka - Seychelles                           |
| lundi 11 mai 2015    | 13h00           | Gr.1B Taipei chinois - Russie                           | Gr. 1A Thaïlande - Allemagne                         | Gr. 3A Rép. tchèque - Autriche                          | Gr. 3A Turquie - Afrique du Sud                      | Gr. 4A Nigeria - Islande                                |
| lundi 11 mai 2015    | 19h00           | Gr. 1D Inde - Malaisie                                  | Gr. 1C Indonésie - Angleterre                        | Gr. 3B Viêt Nam - Suisse                                | Gr. 3B Australie - Italie                            | Gr. 2A Singapour - Canada                               |
| mardi 12 mai 2015    | 13h00           | Gr. 2B Hong Kong - France                               | Gr. 2A Pays-Bas - Espagne                            | Gr. 4B Israël - Seychelles                              | Gr. 2B États-Unis - Brésil                           | Gr. 4B Sri Lanka - Kazakhstan                           |
| mardi 12 mai 2015    | 19h00           | Gr. 1A Chine - Thaïlande                                | Gr. 1B Japon - Thaïlande                             | Gr. 3A Rép. tchèque - Afrique du Sud                    | Gr. 3A Turquie - Autriche                            | Gr. 4A Philippines - Islande                            |
| mercredi 13 mai 2015 | 13h00           | Gr. 1C Danemark - Indonésie                             | Gr. 1D Corée du Sud - Inde                           | Gr. 3B Viêt Nam - Italie                                | Gr. 3B Australie - Suisse                            | Gr. 2B France - Brésil                                  |
| mercredi 13 mai 2015 | 19h00           | Gr. 2A Singapour - Pays-Bas                             | Gr. 2B Hong Kong - États-Unis                        | Gr. 3A Rép. tchèque - Turquie                           | Gr. 2A Canada - Espagne                              | Gr. 3A Afrique du Sud - Autriche                        |
| jeudi 14 mai 2015    | 13h00           | Gr. 3B Viêt Nam - Australie                             | Gr. 3B Italie - Suisse                               | Gr. 4A Nigeria - Philippines                            | Gr. 4B Seychelles - Kazakhstan                       | Gr. 4B Israël - Sri Lanka                               |
| jeudi 14 mai 2015    | 19h00           | Gr. 1 - Quart de finale Chine - Allemagne               | Gr. 1 - Quart de finale Corée du Sud - Malaisie      | Gr. 2 - match pour la 15e place Singapour - France      | Gr. 2 - match pour la 17e place Espagne - États-Unis | Gr. 2 - match pour la 19e place Canada - Brésil         |
| vendredi 15 mai 2015 | 13h00           | Gr. 1 - Quart de finale Danemark - Japon                | Gr. 1 - Quart de finale Indonésie - Taipei chinois   | Gr. 3 - match pour la 23e place Autriche - Australie    | Gr. 4 - match pour la 33e place Nigeria - Kazakhstan | Gr. 4 - match pour la 31e place Islande - Israël        |
| vendredi 15 mai 2015 | 19h00           | Gr. 3 - match pour la 21e place Rép. tchèque - Viêt Nam | Gr. 2 - match pour la 13e place Pays-Bas - Hong Kong | Gr. 3 - match pour la 27e place Afrique du Sud - Italie | Gr. 3 - match pour la 25e place Turquie - Suisse     | Gr. 4 - match pour la 29e place Philippines - Sri Lanka |
| samedi 16 mai 2015   | 13h00           | Gr. 1 - Demi-finale Chine - Indonésie                   |                                                      |                                                         |                                                      |                                                         |
| samedi 16 mai 2015   | 19h00           | Gr. 1 - Demi-finale Corée du Sud - Japon                |                                                      |                                                         |                                                      |                                                         |
| dimanche 17 mai 2015 | 14h00           | Gr. 1 - Finale Chine - Japon                            |                                                      |                                                         |                                                      |                                                         |

## Groupe 1
| Qualifié pour les quarts de finale |

### Phase préliminaire (poules)

#### Groupe 1A
| Équipe    | Pts | J | G | P | Matches + | Matches - |
| --------- | --- | - | - | - | --------- | --------- |
| Chine     | 2   | 2 | 2 | 0 | 10        | 0         |
| Allemagne | 1   | 2 | 1 | 1 | 3         | 7         |
| Thaïlande | 0   | 2 | 0 | 2 | 2         | 8         |

#### Groupe 1B
| Équipe         | Pts | J | G | P | Matches + | Matches - |
| -------------- | --- | - | - | - | --------- | --------- |
| Japon          | 2   | 2 | 2 | 0 | 8         | 2         |
| Taipei chinois | 1   | 2 | 1 | 1 | 5         | 5         |
| Russie         | 0   | 2 | 0 | 2 | 2         | 8         |

#### Groupe 1C
| Équipe     | Pts | J | G | P | Matches + | Matches - |
| ---------- | --- | - | - | - | --------- | --------- |
| Indonésie  | 2   | 2 | 2 | 0 | 6         | 4         |
| Danemark   | 1   | 2 | 1 | 1 | 6         | 4         |
| Angleterre | 0   | 2 | 0 | 2 | 3         | 7         |

#### Groupe 1D
| Équipe       | Pts | J | G | P | Matches + | Matches - |
| ------------ | --- | - | - | - | --------- | --------- |
| Malaisie     | 2   | 2 | 2 | 0 | 6         | 4         |
| Corée du Sud | 1   | 2 | 1 | 1 | 6         | 4         |
| Inde         | 0   | 2 | 0 | 2 | 3         | 7         |

### Phase finale (élimination directe)
À l'issue de la phase de poules, les 4 premiers de chacune d'entre elles sont hiérarchisés en fonction du classement établi au début de la compétition et prennent une place de quart de finaliste. Les autres places sont attribuées aux 4 seconds de chaque poule à l'aide d'un tirage au sort (articles 5.5 et 5.6 du règlement de la Sudirman Cup). Ainsi, certaines nations s'étant affrontées en poule peuvent se retrouver en quarts de finale.

#### Tableau
|  | Quarts de finale | Quarts de finale | Quarts de finale | Quarts de finale |              |              | Demi-finales | Demi-finales | Demi-finales | Demi-finales |  |  | Finale | Finale | Finale | Finale |
|  |                  |                  |                  |                  |              |              |              |              |              |              |  |  |        |        |        |        |
|  | 14 mai           | 14 mai           | 14 mai           | 14 mai           |              |              | 16 mai       | 16 mai       | 16 mai       | 16 mai       |  |  | 17 mai | 17 mai | 17 mai | 17 mai |
|  | 14 mai           | 14 mai           | 14 mai           | 14 mai           |              |              | 16 mai       | 16 mai       | 16 mai       | 16 mai       |  |  | 17 mai | 17 mai | 17 mai | 17 mai |
|  | Chine            | Chine            | 3                | 3                |              |              | 16 mai       | 16 mai       | 16 mai       | 16 mai       |  |  | 17 mai | 17 mai | 17 mai | 17 mai |
|  | Chine            | Chine            | 3                | 3                |              |              | 16 mai       | 16 mai       | 16 mai       | 16 mai       |  |  | 17 mai | 17 mai | 17 mai | 17 mai |
|  | Allemagne        | Allemagne        | 0                | 0                |              |              | 16 mai       | 16 mai       | 16 mai       | 16 mai       |  |  | 17 mai | 17 mai | 17 mai | 17 mai |
|  | Allemagne        | Allemagne        | 0                | 0                | Chine        | Chine        | 3            | 3            |              |              |  |  | 17 mai | 17 mai | 17 mai | 17 mai |
|  | 15 mai           |                  |                  |                  | Chine        | Chine        | 3            | 3            |              |              |  |  | 17 mai | 17 mai | 17 mai | 17 mai |
|  |                  |                  | Indonésie        | Indonésie        | 1            | 1            |              |              |              |              |  |  | 17 mai | 17 mai | 17 mai | 17 mai |
|  | Indonésie        | Indonésie        | Indonésie        | Indonésie        | 1            | 1            | 3            | 3            |              |              |  |  | 17 mai | 17 mai | 17 mai | 17 mai |
|  | Indonésie        | Indonésie        | 16 mai           |                  |              |              | 3            | 3            |              |              |  |  | 17 mai | 17 mai | 17 mai | 17 mai |
|  | Taipei chinois   | Taipei chinois   | 1                | 1                |              |              |              |              |              |              |  |  | 17 mai | 17 mai | 17 mai | 17 mai |
|  | Taipei chinois   | Taipei chinois   | 1                | 1                | Chine        | Chine        | 3            | 3            |              |              |  |  |        |        |        |        |
|  | 14 mai           |                  |                  |                  | Chine        | Chine        | 3            | 3            |              |              |  |  |        |        |        |        |
|  |                  |                  | Japon            | Japon            | 0            | 0            |              |              |              |              |  |  |        |        |        |        |
|  | Corée du Sud     | Corée du Sud     | Japon            | Japon            | 0            | 0            | 3            | 3            |              |              |  |  |        |        |        |        |
|  | Corée du Sud     | Corée du Sud     |                  |                  |              |              |              |              |              |              |  |  |        |        |        |        |
|  | Malaisie         | Malaisie         | 1                | 1                |              |              |              |              |              |              |  |  |        |        |        |        |
|  | Malaisie         | Malaisie         | 1                | 1                | Corée du Sud | Corée du Sud | 2            | 2            |              |              |  |  |        |        |        |        |
|  | 15 mai           |                  |                  |                  | Corée du Sud | Corée du Sud | 2            | 2            |              |              |  |  |        |        |        |        |
|  |                  |                  | Japon            | Japon            | 3            | 3            |              |              |              |              |  |  |        |        |        |        |
|  | Danemark         | Danemark         | Japon            | Japon            | 3            | 3            | 2            | 2            |              |              |  |  |        |        |        |        |
|  | Danemark         | Danemark         |                  |                  |              |              |              | 2            |              |              |  |  |        |        |        |        |
|  | Japon            | Japon            | 3                | 3                |              |              |              |              |              |              |  |  |        |        |        |        |
|  | Japon            | Japon            | 3                | 3                |              |              |              |              |              |              |  |  |        |        |        |        |
|  |                  |                  |                  |                  |              |              |              |              |              |              |  |  |        |        |        |        |

## Groupe 2

### Phase préliminaire (poules)

#### Groupe 2A
| Équipe    | Pts | J | G | P | Matches + | Matches - |
| --------- | --- | - | - | - | --------- | --------- |
| Pays-Bas  | 3   | 3 | 3 | 0 | 10        | 5         |
| Singapour | 2   | 2 | 2 | 1 | 7         | 8         |
| Espagne   | 1   | 3 | 1 | 2 | 7         | 8         |
| Canada    | 0   | 3 | 0 | 3 | 6         | 9         |

#### Groupe 2B
| Équipe     | Pts | J | G | P | Matches + | Matches - |
| ---------- | --- | - | - | - | --------- | --------- |
| Hong Kong  | 3   | 3 | 3 | 0 | 15        | 0         |
| France     | 2   | 3 | 2 | 1 | 7         | 8         |
| États-Unis | 1   | 3 | 1 | 2 | 6         | 9         |
| Brésil     | 0   | 3 | 0 | 3 | 2         | 13        |

### Matches de classement
Match pour la 13e place :
Match pour la 17e place :
Match pour la 15e place :
Match pour la 19e place :

## Groupe 3

### Phase préliminaire (poules)

#### Groupe 3A
| Équipe         | Pts | J | G | P | Matches + | Matches - |
| -------------- | --- | - | - | - | --------- | --------- |
| Tchéquie       | 3   | 3 | 3 | 0 | 10        | 5         |
| Autriche       | 2   | 3 | 2 | 1 | 8         | 7         |
| Turquie        | 1   | 3 | 1 | 2 | 7         | 8         |
| Afrique du Sud | 0   | 3 | 0 | 3 | 5         | 10        |

#### Groupe 3B
| Équipe    | Pts | J | G | P | Matches + | Matches - |
| --------- | --- | - | - | - | --------- | --------- |
| Viêt Nam  | 3   | 3 | 3 | 0 | 12        | 3         |
| Australie | 2   | 3 | 2 | 1 | 9         | 6         |
| Suisse    | 1   | 3 | 1 | 2 | 6         | 9         |
| Italie    | 0   | 3 | 0 | 3 | 3         | 12        |

### Matches de classement
Match pour la 21e place :
Match pour la 25e place :
Match pour la 23e place :
Match pour la 27e place :

## Groupe 4

### Phase préliminaire (poules)

#### Groupe 4A
| Équipe      | Pts | J | G | P | Matches + | Matches - |
| ----------- | --- | - | - | - | --------- | --------- |
| Philippines | 2   | 2 | 2 | 0 | 9         | 1         |
| Islande     | 1   | 2 | 1 | 1 | 4         | 6         |
| Nigeria     | 0   | 2 | 0 | 2 | 2         | 8         |

#### Groupe 4B
| Équipe     | Pts | J | G | P | Matches + | Matches - |
| ---------- | --- | - | - | - | --------- | --------- |
| Sri Lanka  | 3   | 3 | 3 | 0 | 10        | 5         |
| Israël     | 2   | 3 | 2 | 1 | 9         | 6         |
| Kazakhstan | 1   | 3 | 1 | 2 | 8         | 7         |
| Seychelles | 0   | 3 | 0 | 3 | 3         | 12        |

### Matches de classement
Match pour la 29e place :
Match pour la 31e place :
Match pour la 33e place :

## Classement final
| 1. Chine 2. Japon 3. Corée du Sud Indonésie 4. Allemagne Danemark Malaisie Taipei chinois | 1. Angleterre Inde Russie Thaïlande 2. Hong Kong 3. Pays-Bas 4. France 5. Singapour 6. Espagne | 1. États-Unis 2. Canada 3. Brésil 4. Viêt Nam 5. Tchéquie 6. Australie 7. Autriche 8. Turquie 9. Suisse | 1. Afrique du Sud 2. Italie 3. Philippines 4. Sri Lanka 5. Islande 6. Israël 7. Nigeria 8. Kazakhstan 9. Seychelles |